# جوش توماس (لاعب كرة قدم أسترالية)
جوش توماس (بالإنجليزية: Josh Thomas)‏ هو لاعب كرة قدم أسترالية أسترالي، ولد في 1 أكتوبر 1991 في كوينزلاند في أستراليا.

## وصلات خارجية
- جوش توماس على موقع AustralianFootball.com (الإنجليزية)
- جوش توماس على موقع AFLtables.com (الإنجليزية)